# Alberto Marini
Alberto "Beto" Marini (Turín, 3 de septiembre de 1972) es un guionista, productor y director de cine y televisión. Es conocido por haber participado como guionista en películas como Mientras duermes (2011), El desconocido (2015) o El 47 (2024), por las que ha recibido varias nominaciones a los Premios Goya y Premios Feroz.

## Biografía
Nacido en Turín en 1972, Marini comenzó sus estudios cursando Derecho. Más tarde, se mudó junto a su pareja a Andalucía, donde se formó en producción. En 1999, se trasladó a Barcelona, donde ingresó en el departamento de desarrollo de la productora Filmax. En la empresa, fue ascendiendo de posición, trabajando primero como ejecutivo, más adelante como director del departamento y, finalmente, como director de contenidos de la productora. En consecuencia, se ha encargado de la producción ejecutiva de varios de los títulos de la empresa relacionados con el cine de terror, entre los que se encuentran Paintball (2009) o la saga de REC (2007-2012), y de otras películas de diversos géneros, como Cobardes (2008) o The Way (2010).
En 2010 funda su propia empresa de producción, Rebelión Terrestre. En 2011 publica la novela Mientras duermes, a raíz del guion del largometraje homónimo, dirigida por Jaume Balagueró y protagonizada por Luis Tosar y Marta Etura. En 2015 es nominado a los Premios Goya por el mejor guion original, por El desconocido. Ese mismo año hizo su debut en dirección, con El campamento del terror. Ha participado, además, en otros filmes como Extinction (2015), Tu hijo (2018), Fatum (2023) o El 47 (2024), siendo esta última película la que le valió su segunda nominación a los Premios Goya.

## Filmografía

### Cine
| Año  | Película                        | Rol       | Rol       | Rol      | Notas                 |
| Año  | Película                        | Productor | Guionista | Director | Notas                 |
| ---- | ------------------------------- | --------- | --------- | -------- | --------------------- |
| 1995 | Qué sera sera                   | Sí        | Sí        | Sí       | Cortometraje          |
| 1998 | Scomparsa                       | Sí        | Sí        | Sí       | Cortometraje          |
| 2004 | Romasanta, la caza de la bestia |           | Sí        |          |                       |
| 2006 | Para entrar a vivir             |           | Sí        |          | Telefilme             |
| 2007 | REC                             | Sí        |           |          | Coproductor ejecutivo |
| 2008 | Cobardes                        | Sí        |           |          | Coproductor ejecutivo |
| 2009 | Paintball                       | Sí        |           |          | Coproductor ejecutivo |
| 2009 | [REC]²                          | Sí        |           |          | Coproductor ejecutivo |
| 2010 | The Way                         | Sí        |           |          | Ejecutivo             |
| 2010 | Copito de nieve                 | Sí        |           |          | Ejecutivo             |
| 2011 | Mientras duermes                | Sí        | Sí        |          | Ejecutivo             |
| 2012 | [REC]3: Génesis                 | Sí        |           |          | Ejecutivo             |
| 2013 | Los últimos días                | Sí        |           |          |                       |
| 2015 | Extinction                      | Sí        |           |          |                       |
| 2015 | El campamento del terror        |           | Sí        | Sí       |                       |
| 2015 | El desconocido                  |           | Sí        |          |                       |
| 2018 | Tu hijo                         |           | Sí        |          |                       |
| 2019 | Feedback                        |           | Sí        |          |                       |
| 2022 | La niña de la comunión          | Sí        |           |          | Historia original     |
| 2023 | Fatum                           |           | Sí        |          |                       |
| 2023 | Wake up                         |           | Sí        |          |                       |
| 2024 | El 47                           |           | Sí        |          | Con Marcel Barrena    |

### Televisión
| Año  | Serie                    | Rol       | Rol       | Rol     | Notas                            |
| Año  | Serie                    | Productor | Guionista | Creador | Notas                            |
| ---- | ------------------------ | --------- | --------- | ------- | -------------------------------- |
| 2020 | La unidad                | Sí        | Sí        | Sí      | 18 episodios                     |
| 2021 | Historias para no dormir |           | Sí        |         | 2 episodios                      |
| 2022 | Apagón                   |           | Sí        |         | 1 episodio                       |
| 2024 | Marbella                 | Sí        | Sí        | Sí      | 6 episodios                      |
| 2024 | Kimeres                  |           | Sí        |         | Miniserie, dirección, 1 episodio |

## Obras
- Marini, Alberto (2011). Mientras duermes. Barcelona: Plaza & Janés. ISBN 9788401352102.

## Premios y nominaciones
Premios Goya
| Año  | Categoría            | Película       | Resultado | Ref.  |
| ---- | -------------------- | -------------- | --------- | ----- |
| 2016 | Mejor guion original | El desconocido | Nominado  | [ 7 ] |
| 2025 | Mejor guion original | El 47          | Nominado  | [ 8 ] |

Medallas del Círculo de Escritores Cinematográficos
| Año  | Categoría            | Obra  | Resultado | Ref.  |
| ---- | -------------------- | ----- | --------- | ----- |
| 2024 | Mejor guion original | El 47 | Nominado  | [ 9 ] |

Premios Feroz
| Año  | Categoría                | Obra   | Resultado | Ref.   |
| ---- | ------------------------ | ------ | --------- | ------ |
| 2023 | Mejor guion de una serie | Apagón | Nominado  | [ 10 ] |
| 2025 | Mejor guion              | El 47  | Nominado  | [ 10 ] |

Premios Gaudí
| Año  | Categoría   | Obra             | Resultado | Ref.   |
| ---- | ----------- | ---------------- | --------- | ------ |
| 2012 | Mejor guion | Mientras duermes | Ganador   | [ 10 ] |
| 2025 | Mejor guion | El 47            | Nominado  | [ 10 ] |

Premios Iris
| Año  | Categoría              | Obra      | Resultado | Ref.   |
| ---- | ---------------------- | --------- | --------- | ------ |
| 2023 | Mejor guion de ficción | La unidad | Ganador   | [ 10 ] |